# Nikolaï Baratov
 Nikolaï Nikolaïevitch Baratov  (en russe : Николай Николаевич Баратов) est un général russe, né en 1865, mort en 1932, qui combattit durant la Première Guerre mondiale.

## Carrière militaire
Nikolaï Baratov naquit à Vladikavkaz dans la région de Terek alors dans l'Empire Russe et était d'ascendance géorgienne, le nom de sa famille était Baratichvili.  Il a embrassé la carrière militaire en faisant l'école d'artillerie de Constantin en 1882, puis l'Académie du génie Nicolas en 1885. Il en sortit pour servir dans le premier régiment Sunza Vladikavkaz du Corps d'armée de Terek. Il a servi dans la District militaire du Caucase, après avoir étudié  à l'École militaire d'état-major Nicolas en 1891. Il a été enseignant à l'académie militaire des cadets cosaques de Stavropol entre 1895 et 1897.

## Guerre russo-japonaise
Colonel de cavalerie en 1900, il fut nommé commandant régiment Sunza Vladikavkaz avec lequel il fit la Guerre russo-japonaise et reçut l'Ordre de Sainte-Anne (4e degrés et une épée d'or). Il passa alors chef d'état-major d'un Corps de cavalerie en août 1905, général en 1906 puis chef d'état-major du second Corps d'armée du Caucase.

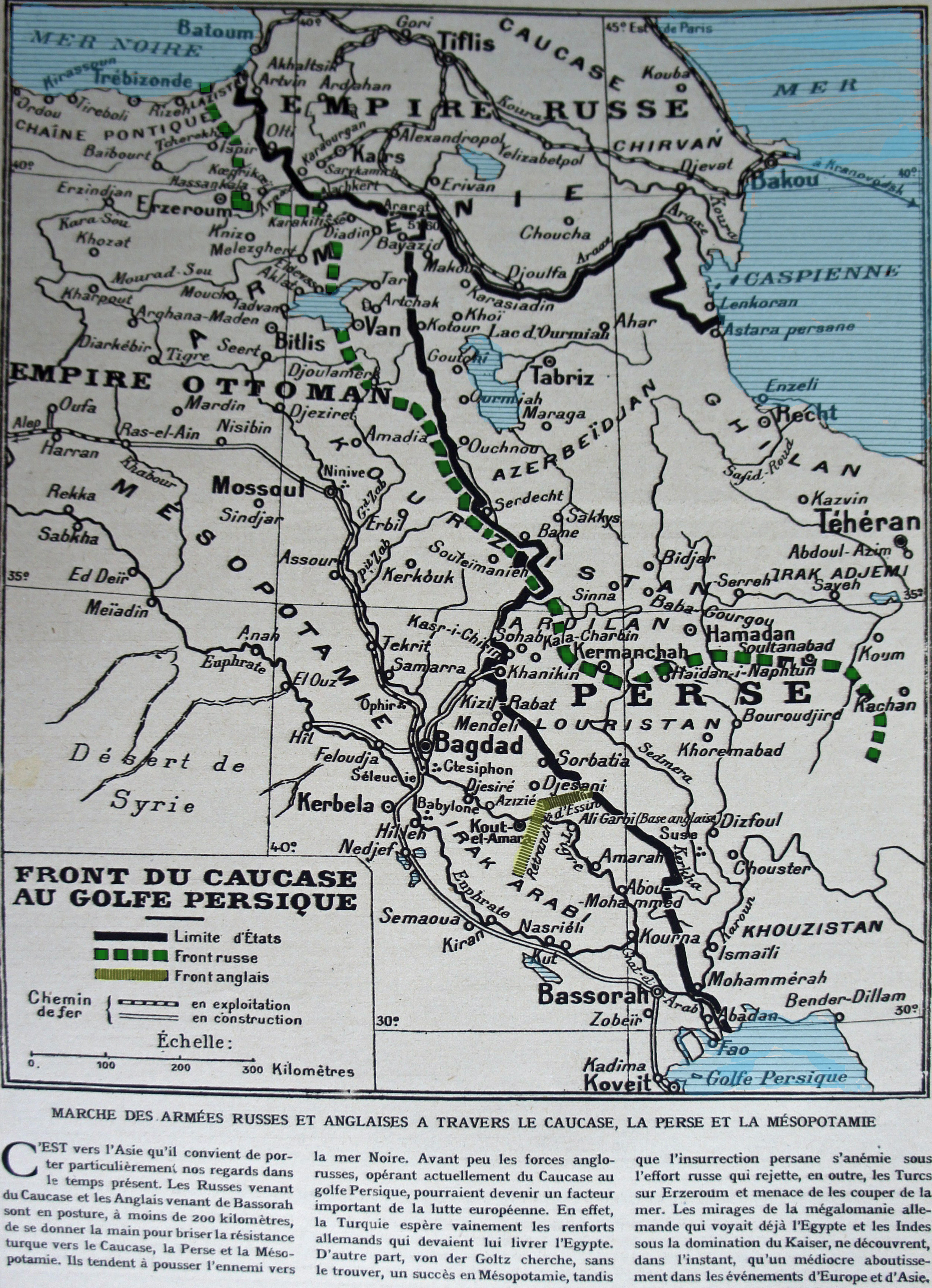
le front lors de la Campagne Perse.

## Première Guerre mondiale
Il fit le début de la guerre en tant que commandant du 1er Corps de cosaques du Caucase et fut présent à la bataille de Sarikamis. Lors de la campagne de Perse, il fut opposé aux troupes d'arrière garde de Kerim Pacha qu'il défit le 5 août 1915 à la bataille de Kara Killisse. Cette offensive avait pour but de s'opposer aux vues germano-turques en Asie et au Moyen-Orient.
Le mouvement conjoint des forces russes et anglaises
La campagne commençant en octobre 1915 par la prise d'Bandar-e Anzali, puis le 3 décembre l'ancienne capitale perse de Hamadan la ville Chiite de Qom en allant jusqu'à Kermanshah. Le mouvement rejetait hors de Perse l'armée ottomane mais ne permit jamais la liaison des forces russe et anglaise. Il fut décoré de l'Ordre de Saint-Georges du quatrième degré pour ces actions en octobre 1916. Il obtint le commandement du District militaire du Caucase. Il prit le commandement du 5e Corps de l'armée du Caucase. En mars 1917, après la défaite britannique au  Siège de Kut, il fut forcé de reculer sous la poussée ottomane.

## Guerre civile
Il a démobilisé en 1917 son corps d'armée et partit en exil en Inde pour une durée de cinq mois. Il a rejoint les Russes blancs avant d'aller avec Anton Ivanovitch Dénikine.
En 1919, le Gouvernement des Forces Armées du Sud de la Russie envoya Baratov en mission vers la République démocratique de Géorgie, il devait obtenir le libre passage de l'armée blanche et proposer de sécuriser la frontière nord. Il y fut blessé par un attentat le 13 septembre 1919 à Tiflis et dut être amputé d'une jambe. Il fut ensuite nommé ministre des affaires étrangères du gouvernement de Russie du sud de mars à avril 1920. En novembre 1920, après la chute de son gouvernement, il émigra en France.

## Émigré
Il a été un membre du Comité des blessés, et du Comité international des blessés russes. Le 6 septembre 1930, avec l'Union générale des combattants russes, il défila à la tête des cosaques place de l'Étoile. Il meurt le 22 mars 1932 et repose dans le Cimetière russe de Sainte-Geneviève-des-Bois.

## Distinctions
- Commandeur de la Légion d'honneur